# 大阪企業家ミュージアム
大阪企業家ミュージアム（おおさかきぎょうかミュージアム）は、大阪市中央区本町にある博物館。大阪で活躍した企業家をテーマとしており、大阪商工会議所創立120周年を記念して開設された。

## 館内構成
弥生時代後期〜古墳時代既に国内流通の中心であった大阪市、ここでは「江戸時代の大坂、街の賑わいと豪商たち」と題した掲示は大坂で活躍した加島屋・江戸時代における日本最大の財閥鴻池財閥・淀屋・世界最古の財閥住友財閥など、大阪府の企業家精神のルーツを映像で紹介する「プロローグシアター」、五代友厚・久保田権四郎・岩崎弥太郎・松下幸之助・鳥井信治郎・中内㓛など105人の企業家の活躍をパネルやゆかりの品で展示する「主展示エリア」、企画展を実施する「特別展示エリア」、社史・伝記やデジタルアーカイブを所蔵する「ライブラリー」により構成される。主展示エリアは年代別の3つのブロックからなる。「第1ブロック」は明治時代の近代産業としての紡績業や金融の発展に尽力した企業家を展示する。「第2ブロック」は、明治以降第2次世界大戦前にかけて、生活の西洋化により日本の大衆社会に広まった洋酒や化粧品、都市の近代化に合わせ発達した鉄道開発などに携わった企業家を紹介する。「第3ブロック」は、第2次世界大戦以降家電製品や流通業などで戦後の豊かな社会づくりに貢献した企業家を取り上げる。主展示エリアの詳細を日本語・英語・中国語・韓国語の4ヶ国語で紹介する音声ガイド機の無料貸し出しを実施している。小中学生向けに、漫画の小冊子も用意されている。
起業を目指す人や新入社員・大阪赴任者向け研修、小・中・高校生向けの企業家教育など、人材開発事業を行っており、2011年度の実績では中学生27団体、高校生22団体、短大・大学29団体を受け入れた。

### 紹介されている企業家
第1ブロック（ブロック毎、50音順）
- 安宅弥吉（安宅産業）
- 石本他家男（デサント）
- 初代、2代伊藤忠兵衛（伊藤忠商事）
- 稲畑勝太郎（稲畑産業）
- 岩井勝次郎（岩井商店→双日）
- 岩下清周（三菱東京UFJ銀行）
- 大原總一郎（倉敷紡績、クラレ）
- 大原孫三郎（倉敷紡績、クラレ）
- 樫山純三（オンワード樫山）
- 片岡直温（日本生命保険）
- 菊池恭三（ユニチカ）
- 五代友厚（商船三井、大阪商工会議所）
- 小山健三（三十四銀行→三菱東京UFJ銀行）
- 津田信吾（カネボウ）
- 寺尾威夫（りそな銀行）
- 中橋徳五郎（商船三井）
- 2代野村徳七（野村証券）
- 広瀬宰平（住友グループ）
- 弘世助三郎（日本生命保険）
- 藤田伝三郎（DOWAホールディングス）
- 藤本清兵衛（大和証券）
- 堀田庄三（住友銀行→三井住友銀行）
- 松本重太郎（百三十銀行→みずほファイナンシャルグループ、南海電気鉄道、東洋紡ほか）
- 武藤山治（カネボウ）
- 山邊丈夫（東洋紡）
- 渡邊忠雄（三和銀行→三菱東京UFJ銀行）

第2ブロック
- 4代飯田新七（髙島屋）
- 市川銀三郎（象印マホービン）
- 伊藤喜十郎（イトーキ）
- 井上貞治郎（レンゴー）
- 今西林三郎（阪神電気鉄道）
- 上野理一（朝日新聞社）
- 上山英一郎（金鳥）
- 浦上郁夫（ハウス食品）
- 浦上靖介（ハウス食品）
- 江崎利一（江崎グリコ）
- エドワード・ハズレット・ハンター（日立造船）
- 太田光凞（京阪電気鉄道）
- 大谷竹次郎（松竹）
- 大塚惟明（南海電気鉄道）
- 大林芳五郎（大林組）
- 片岡安（大阪商工会議所）
- 金森又一郎（近畿日本鉄道）
- 久保田権四郎（クボタ）
- 栗本勇之助（栗本鉄工所）
- 黒田善太郎（コクヨ）
- 小林愛三（ダイヘン）
- 小林一三（阪急電鉄）
- 初代塩野義三郎（塩野義製薬）
- 島野庄三郎（シマノ）
- 11代下村正太郎（大丸）
- 白井松次郎（松竹）
- 5代武田長兵衛（武田薬品工業）
- 14代竹中藤右衛門（竹中工務店）
- 田嶋一雄（ミノルタ→コニカミノルタホールディングス）
- 辰野金吾（大阪商工会議所）
- 12代田邊五兵衛（田辺製薬→田辺三菱製薬）
- 椿本説三（椿本チエイン）
- 鳥井駒吉（アサヒビール）
- 鳥井信治郎（サントリー）
- 中山悦治（中山製鋼所）
- 中山太一（クラブコスメチックス）
- 西村俊一（サクラクレパス）
- 新田長次郎（ニッタ）
- 林正之助（吉本興業）
- 範多竜太郎（日立造船）
- 初代藤澤友吉（藤沢薬品工業→アステラス製薬）
- 前田久吉（産業経済新聞社）
- 水野利八（ミズノ）
- 村山龍平（朝日新聞社）
- 本山彦一（毎日新聞社）
- 森下博（森下仁丹）
- 山岡孫吉（ヤンマー）
- 吉本せい（吉本興業）

第3ブロック
- 芦原義重（関西電力）
- 安藤百福（日清食品）
- 井植歳男（三洋電機）
- 池田悟（千趣会）
- 石橋信夫（大和ハウス工業）
- 市川忍（丸紅）
- 岩谷直治（岩谷産業）
- 越後正一（伊藤忠商事）
- 大社義規（日本ハム）
- 太田垣士郎（関西電力）
- 大西信平（株式会社大西）
- 佐伯勇（近畿日本鉄道、大阪商工会議所）
- 佐治敬三（サントリー）
- 杉道助（日本貿易振興機構、ヤギ）
- 髙井恒正（千趣会）
- 田鍋健（積水ハウス）
- 谷口豊三郎（東洋紡）
- 中内㓛（ダイエー）
- 西山磐（大阪ガス）
- 西端行雄（マイカル）
- 能村龍太郎（太陽工業）
- 早川徳次（シャープ）
- 日向方齋（住友金属工業、関西経済連合会）
- 細川永一（ホソカワミクロン）
- 松下幸之助（松下電器産業・松下電工→パナソニック）
- 山田晁（ダイキン工業）
- 行待裕弘（千趣会）
- 吉川秀信（タカラベルモント）
- 和田源三郎（イズミヤ）
- 和田満治（イズミヤ）

ライブラリーコーナーのデジタルアーカイブには、この他の企業家の情報も収録されている。